# The Middle Management ~Josei Chūkan Kanrishoku~ / Gamusha Life / Tsugi no Kado wo Magare
Singles de °C-ute
I Miss You / The Future
(2014) Arigatō ~Mugen no Yell~ (...)
(2015)
The Middle Management ~Josei Chūkan Kanrishoku~ / Gamusha Life / Tsugi no Kado wo Magare (The Middle Management 〜女性中間管理職〜/我武者LIFE/次の角を曲がれ) est le titre officiel du 27e single "major" (et 33e single au total) du groupe Cute.
Un tiers des éditions physiques est en fait titré The Middle Management ~Josei Chūkan Kanrishoku~ (The Middle Management 〜女性中間管理職〜), un tiers est titré Gamusha Life (我武者LIFE), et un tiers est titré Tsugi no Kado wo Magare (次の角を曲がれ).

## Présentation
Le single sort au format CD le 1er avril 2015 au Japon sur le label zetima, quatre mois après le précédent single du groupe, I Miss You / The Future. Il atteint la 3e place du classement des ventes hebdomadaire de l'oricon.
C'est un single "triple face A", le premier du groupe, contenant trois chansons principales et leurs versions instrumentales. Il sort en trois éditions régulières notées "A", "B" et "C", avec des pochettes différentes et une carte de collection incluse (sur six possibles pour chaque édition de ce single, représentant une des membres ou le groupe, en costume du clip d'une des trois chansons). Il sort aussi en trois éditions limitées notées "A", "B", et "C", avec des pochettes différentes et un DVD différent en supplément.
L'ordre des titres est différent selon la lettre des éditions : les éditions (régulière et limitée) "A" débutent par The Middle Management (dont le titre est écrit de façon prohéminente sur leurs couvertures) avec un DVD consacré à cette chanson, tandis que les éditions "B" débutent par Gamusha Life (dont le titre est de même écrit de façon prohéminente sur leurs couvertures) avec un DVD consacré à cette chanson, et que les éditions "C" débutent par Tsugi no Kado wo Magare (titré de même) avec un DVD consacré.
C'est le premier disque du groupe à ne pas avoir été entièrement écrit, composé et produit par Tsunku, qui a cette fois uniquement écrit les paroles de The Middle Management.
Les trois chansons figureront sur le prochain album du groupe, Cmaj9 qui sortira en fin d'année.

## Formation
Membres du groupe créditées sur le single :
- Maimi Yajima
- Saki Nakajima
- Airi Suzuki
- Chisato Okai
- Mai Hagiwara

## Liste des titres
- The Middle Management est écrite par Tsunku, et composée et arrangée par Daniel Merlot, Aurélien Poudat, Hyon D, Takanori Tsunoda et Stefan Broadley.
- Gamusha Life est écrite par Shock Eye, composée par "Kouga supported by Shock Eye", et arrangée par Soundbreakers.
- Tsugi no Kado wo Magare est écrite et composée par Takui Nakajima, et arrangée par Hideyuki "Daichi" Suzuki.

CD des éditions A
1. The Middle Management ~Josei Chūkan Kanrishoku~ (... 〜女性中間管理職〜?) (03:23)
2. Gamusha Life (我武者LIFE?) (04:52)
3. Tsugi no Kado wo Magare (次の角を曲がれ?) (04:20)
4. The Middle Management ~Josei Chūkan Kanrishoku~ (Instrumental) (... 〜女性中間管理職〜 ...?) (03:23)
5. Gamusha Life (Instrumental) (我武者LIFE ...?) (04:52)
6. Tsugi no Kado wo Magare (Instrumental) (次の角を曲がれ ...?) (04:19)

DVD de l'édition limitée A
1. The Middle Management ~Josei Chūkan Kanrishoku~ (Music Video) (... 〜女性中間管理職〜 ...?)

CD des éditions B
1. Gamusha Life (我武者LIFE?)
2. Tsugi no Kado wo Magare (次の角を曲がれ?)
3. The Middle Management ~Josei Chūkan Kanrishoku~ (... 〜女性中間管理職〜?)
4. Gamusha Life (Instrumental) (我武者LIFE ...?)
5. Tsugi no Kado wo Magare (Instrumental) (次の角を曲がれ ...?)
6. The Middle Management ~Josei Chūkan Kanrishoku~ (Instrumental) (... 〜女性中間管理職〜 ...?)

DVD de l'édition limitée B
1. Gamusha Life (Music Video) (我武者LIFE ...?)

CD des éditions C
1. Tsugi no Kado wo Magare (次の角を曲がれ?)
2. The Middle Management ~Josei Chūkan Kanrishoku~ (... 〜女性中間管理職〜?)
3. Gamusha Life (我武者LIFE?)
4. Tsugi no Kado wo Magare (Instrumental) (次の角を曲がれ ...?)
5. The Middle Management ~Josei Chūkan Kanrishoku~ (Instrumental) (... 〜女性中間管理職〜 ...?)
6. Gamusha Life (Instrumental) (我武者LIFE ...?)

DVD de l'édition limitée C
1. Tsugi no Kado wo Magare (Music Video) (次の角を曲がれ ...?)